# 草原退化
草原退化指草原植被的產量與質量下降，其宏觀原因是草原生態系統衰退導致土壤環境惡化。既有自然原因，主要是人為，人為原因大抵是掠奪式過度放牧，恢復期不足，導致土壤物質流轉失衡，入不敷出。

## 類型
按區域可分為：
- 荒漠型退化：中國西北乾旱風沙地區。荒漠化與草原退化相互作用，最終成為沙漠。[1]
- 鹽漬型退化：土壤鹽漬化，中國西北的綠洲下游、河湖、灘涂。[1]
- 黑土灘型退化：青藏高原的半濕潤和濕潤的高寒草甸，主要是過度放牧，鼠類危害，加以乾旱，使植被破壞，裸露成黑土灘。[1]
- 毒雜草型退化：家畜過度放牧，加以鼠類危害，優質牧草被過度啃掉導致劣草反而增多（劣幣驅逐良幣）。華北常見毒草有棘豆、醉馬草、狼毒花，不僅沒經濟價值，被誤食還會中毒。[1]
- 水土流失型退化：黃土高原。[1]
- 石漠型退化：南方多石山區。[1]

## 引用來源
1. 1 2 3 4 5 6 7  张自和. . 《草业科学》. 2000, (2).